# Düsseldorfer EG
Düsseldorfer EG – niemiecki klub hokejowy z siedzibą w Düsseldorfie (Nadrenia Północna-Westfalia) występujący w rozgrywkach DEL.
W związku z poważnymi problemami finansowymi w lutym 2012 informowano o rozmowach zmierzających do przyjęcia klubu w skład Kontinientalnaja Chokkiejnaja Liga (KHL) (ewentualny angaż wiązałby się ze wsparciem finansowym rosyjskich sponsorów).

## Dotychczasowe nazwy klubu
- Düsseldorfer EG (1935–2001)
- DEG Metro Stars (2001-2012)
- Düsseldorfer EG (od 2012)

Tymczasową nazwę klub zawdzięcza koncernowi handlowemu Metro Group, który w 2001 roku zagwarantował sobie prawo do nazwy klubu i przedłużył je do 2012.

## Sukcesy

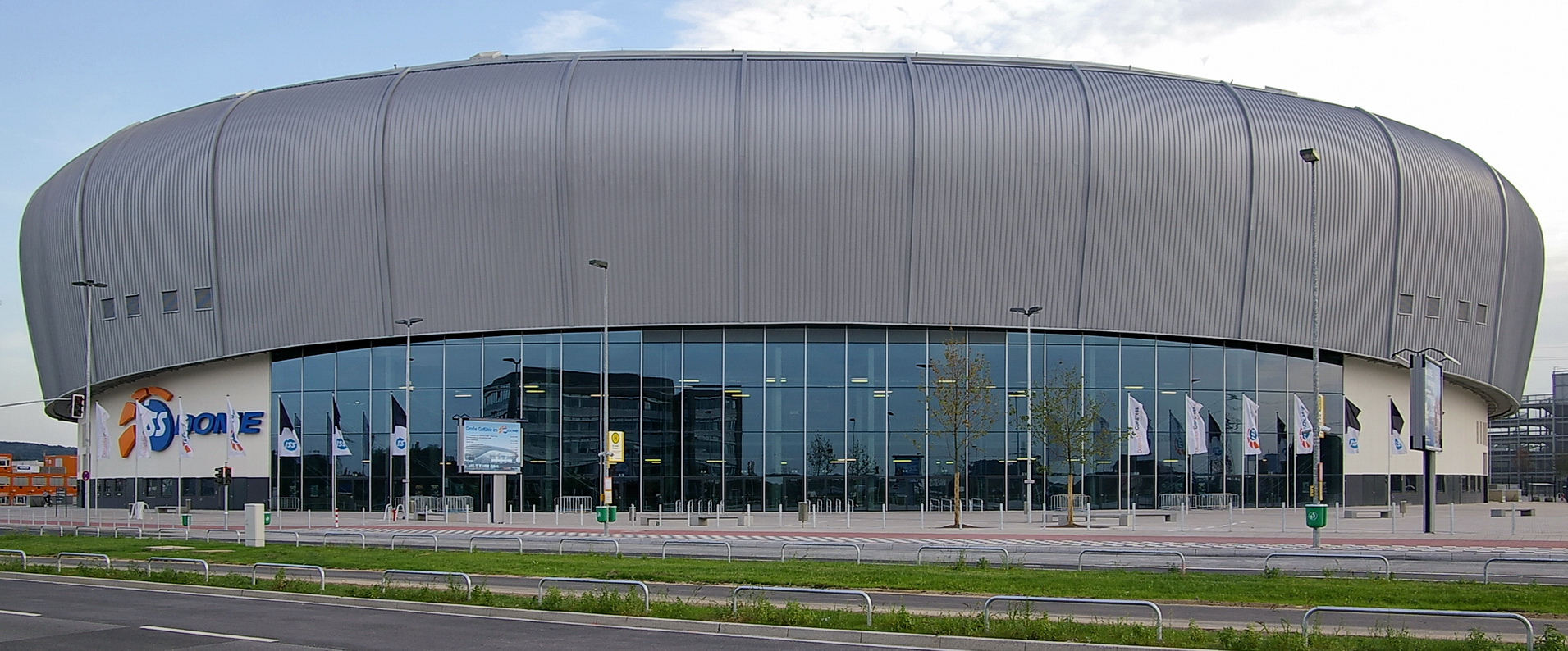
ISS Dome

- Złoty medal mistrzostw Niemiec (8 razy): 1967, 1972, 1975, 1990, 1991, 1992, 1993, 1996
- Srebrny medal mistrzostw Niemiec (12 razy): 1938, 1963, 1965, 1969, 1971, 1973, 1980, 1981, 1986, 1991, 2006, 2009
- Brązowy medal mistrzostw Niemiec: 2015
- Puchar Niemiec: 2006
- Wicemistrzostwo Pucharu Europy: 1992
- Mistrzostwo 2. Bundesligi: 2000